# Charlie Sifford
Charles Luther Sifford (Charlotte, 2 de junho de 1922 — Cleveland, 3 de fevereiro de 2015) foi um jogador norte-americano de golfe profissional, o primeiro afro-americano a disputar o Circuito PGA. Venceu o Greater Hartford Open, em 1967, e o Los Angeles Open, em 1969. Conquistou seis títulos do United Golf Association's National Negro Open. Venceu o Campeonato Sênior PGA, em 1975.
Pelas suas contribuições para o golfe, Sfford foi introduzido no Hall da Fama do Golfe Mundial em 2004. Foi agraciado com o prêmio Old Tom Morris, em 2007, com a Medalha Presidencial da Liberdade (concedida pelo ex-presidente dos Estados Unidos, Barack Obama, em 2014), e um doutorado honorário da Universidade de St. Andrews. Lee Trevino se refere a Sifford como o "Jackie Robinson" do golfe, e Tiger Woods reconhece a influência de Sifford em sua carreira.
A esposa de Sifford, Rose, morreu em 1998. Eles tiveram dois filhos, Charles Jr. e Craig.

## Vitórias profissionais

### Vitórias no PGA Tour
| N.º | Data                  | Torneio                            | Pontuação vencedora   | Margem de vitória | Vice-campeão    |
| --- | --------------------- | ---------------------------------- | --------------------- | ----------------- | --------------- |
| 1   | 20 de agosto de 1967  | Greater Hartford Open Invitational | −12 (69-70-69-64=272) | 1 tacada          | Steve Oppermann |
| 2   | 12 de janeiro de 1969 | Los Angeles Open                   | −8 (63-71-71-71=276)  | Playoff           | Harold Henning  |

Recorde de playoff do Circuito PGA (1–0)
| N.º | Ano  | Torneio          | Adversário     | Resultado                                 |
| --- | ---- | ---------------- | -------------- | ----------------------------------------- |
| 1   | 1969 | Los Angeles Open | Harold Henning | Vence com birdie no primeiro buraco extra |